# Hiempsal I.
Hiempsal war von 118 bis 117 v. Chr. König der numidischen Massylier.
Nach dem Tod von König Micipsa von Numidien wurde das Reich von den Römern in drei Königreiche geteilt. Neben den Brüdern Adherbal und Hiempsal erhielt auch ihr Adoptivbruder und Vetter Jugurtha ein Teilreich. Bald brachen allerdings Machtkämpfe aus, bei denen Hiempsal 117 v. Chr. ermordet wurde.